# Shall I Tell Him You're Not Here
Shall I Tell Him You're Not Here je píseň nahraná roku 1962 americkou skupinou Marci & The Mates.
Píseň byla vydaná jako singl s písní Let Us Part For A Year (strana "B") u společnosti Bigtop Records. Autorem hudby je Doc Pomus a textařem Mort Shuman.
Roku 1964 nazpívala tuto píseň Dionne Warwick a to s upraveným textem a názvem Shall I Tell Her. Byla vydána na jejím druhém albu Anyone Who Had a Heart u společnosti Scepter Records. Byla umístěna jako druhá skladba alba na straně "A".